# Angraecum doratophyllum
Angraecum doratophyllum är en orkidéart som beskrevs av Victor Samuel Summerhayes. Angraecum doratophyllum ingår i släktet Angraecum och familjen orkidéer. Inga underarter finns listade i Catalogue of Life.